# О 6 годині вечора після війни
«О 6 годині вечора після війни» — радянський художній чорно-білий фільм, знятий режисером Іваном Пир'євим на кіностудії «Мосфільм» в 1944 році.

## Сюжет
Романтично-поетичний фільм, що відображає не тільки хронологію Німецько-радянської війни, але і атмосферу часу, — віру людей в перемогу і мирне життя. Наївних закоханих війна розлучила на кілька років, але після її закінчення їм — артилеристу Василеві Кудряшову і зенітниці Варі Панковій — все ж пощастило зустрітися на давно умовленому місці. У фільмі виконувалися такі пісні: «Марш артилеристів», «Пісня захисників Москви», «На грізну битву вставайте…», «За мирною чаркою довгі ночі…», «Хвацька артилерійська», «Будь сміливим, будь хоробрим у жорстокому бою…». Назва фільму запозичена зі сцени прощання Швейка з сапером Водічкою в романі Ярослава Гашека «Пригоди бравого солдата Швейка»: перед тим як вирушити на фронт, Швейк умовляється зустрітися з приятелем у празькій пивній «Під келихом» «о шостій годині вечора після війни».

## У ролях
- Марина Ладиніна — Варя Панкова
- Євген Самойлов — старший лейтенант Василь Кудряшов
- Іван Любєзнов — лейтенант Павло Демидов
- Аріадна Лисак — Феня, подруга Варі
- Олена Савицька — тітка Катя, управдом
- Євген Моргунов — артилерист
- Михайло Пуговкін — артилерист
- Тетяна Баришева — мешканка будинку № 5
- Ірина Мурзаєва — піаністка
- Людмила Семенова — зенітниця
- Олександр Антонов — командир
- Маргарита Жарова — колгоспниця
- Олександра Данилова — зенітниця
- Степан Крилов — військовий
- Тетяна Говоркова — сусідка

## Знімальна група
- Автор сценарію: Віктор Гусєв
- Режисер: Іван Пир'єв
- Оператори: Валентин Павлов, Борис (Абрам-Бер) Арецький
- Художники-постановники: Олексій Уткін, Борис Чеботарьов
- Композитор — Тихон Хренников